# 북유럽 이사회

북유럽 이사회의 기

2016년 이전까지 사용된 북유럽 이사회의 기

북유럽 이사회 회원국

북유럽 이사회(덴마크어: Nordisk Råd, 노르웨이어: Nordisk råd, 스웨덴어: Nordiska rådet, 핀란드어: Pohjoismaiden neuvosto, 아이슬란드어: Norðurlandaráð, 영어: Nordic Council) 또는 북유럽 협의회와 북유럽 각료 회의는 북유럽 국가들의 지역 협력체이다. 북유럽 이사회는 1952년에, 북유럽 각료 회의는 1971년에 창설되었다.
북유럽 이사회는 현재 5개 국가와 3개 지역, 옵저버 자격의 3개 국가가 가입되어 있으며 각 회원국의 의회에서 선출한 87명의 의원으로 구성된다. 본부는 덴마크 코펜하겐에 있으며 덴마크어와 스웨덴어, 노르웨이어를 공식 언어로 사용한다.

## 회원국

### 정회원국
- 덴마크 (1952년)
- 스웨덴 (1952년)
- 노르웨이 (1952년)
- 아이슬란드 (1952년)
- 핀란드 (1955년)

### 속령
- 올란드 제도 (핀란드, 1970년)
- 페로 제도 (덴마크, 1970년)
- 그린란드 (덴마크, 1984년)

### 옵서버
- 에스토니아 (1991년)
- 라트비아 (1991년)
- 리투아니아 (1991년)
- 슐레스비히홀슈타인주 (독일, 2016년)

## 같이 보기
- 발트 의회
- 노르딕-발틱 에이트
- 발트해 국가 이사회
- 베네룩스